# Мусангові
Мусангові (лат. Paradoxurinae) — підродина хижих ссавців з підряду котовидих (лат. Felimorpha), входить до складу родини Віверові (Viverridae) і містить 5 родів. 
Проживають виключно в тропіках Азії. Завбільшки з домашню кішку.